# ヤマハ・KXシリーズ
KXシリーズ（ケーエックス・シリーズ）はヤマハのマスターキーボードの型番・商品名。

## 概要
このシリーズは本体に音源を内蔵せず、MIDI信号を発するための鍵盤とスイッチのみが装備される。従って本体のみでは楽器として発音させることはできない。外部に接続するMIDI対応音源モジュールから発音させる仕組みになっている。

## シリーズのモデル
KX1
1983年7月1日発売。KXシリーズの最初の機種であり、44鍵を備えるギター感覚のDX専用の外部音源を演奏するためのプロフェッショナルなショルダーキーボード。イニシャルタッチ（鍵盤押下時の強さ検知）・アフタータッチ付。色はキャンディトーンレッド(赤色)とパールホワイト(真珠色な白色)の2カラーのバリエーションがある。ショルダーキーボードの中では世界的に名機であり日本では向谷実が1983年からカシオペアのライブでDX7同様いち早く導入したり、小室哲哉がTM NETWORKの結成当初の1983年～1984年のテレビ出演で既にKX1を使用していてPVでは金曜日のライオンのみ使用されている。海外ではハービー・ハンコック、トーマス・アンダース、ジョージ・デューク、ジェフ・ローバーなども使用している。生産には、同時期ぐらいに発売された同じく ヤマハ・DXシリーズのDX1の木製質量反力鍵盤同様にKX1のボディにも一部木製で作られている部分がありロングセラーであるKX5よりも生産数がかなり少なく海外の情報によるとKX1は1000台ぐらい(赤と白共に500台で合計1000台だと思われる。)しか生産されていなかったこともあり、まだ一般にはほとんど普及していなかった。発売当時も含めて今でも途轍もなくレアな機種だと言える。また元々音源の内蔵が無いショルダーキーボードだけであって当時20万円と高額で発売されていた。後のKX5の発売と共にKX1はだんだんと姿を消していった。
KX5
1984年5月1日発売。37鍵を備える外部音源を演奏するための小型で軽量のショルダーキーボードである。イニシャル・アフタータッチ付き。リボンコントローラでピッチベンドを操作可能。MIDIチャンネルのセレクターで、2系統の音源の切り替えも可能。色はブラックレザーサテンとシルバーメタリックの2カラーのバリエーションがある。発売から15年以上経って絶版となったロングセラーであるため現在も中古市場などでも入手がしやすく、今でもかなりの人気の機種でもある。当時からKX5はショルダーキーボードの定番機種となり世界的にショルダーキーボードの時代の幕開けを飾った名機である。小室哲哉用のカスタマイズモデルとして、外板全体が銀色の鏡面仕上げのものも作られた。浅倉大介もカスタマイズモデルを使用しており、黒鍵が金色、白鍵が銀色にメッキ加工されているものである。坂本龍一は1986年に初のソロツアーをスタートさせる際に、ラジオ番組で「ショルダーキーボードだけは絶対に使いたくない」という旨の発言をしたが、いざツアーが始まってみるとアンコールでKX5を弾きまくり、ファンが苦笑したというエピソードもある。
小室哲哉がデビュー当時から長らく愛用していたショルダーキーボードであり自身のソロライブツアー「Tetsuya Komuro Tour '89〜'90 Digitalian is eating breakfast」から後述の特注モデルTetsuya's Mind Controlにシフトしていく中、KX5も使われ続け主にTMN、globeのステージ上の破壊パフォーマンスで使われるようになる。
日本では他にも向谷実（元CASIOPEA）、和泉宏隆（元T-SQUARE）、上田現（元レピッシュ）等も使用。チック・コリアは1985年のエレクトリック・バンド結成時より長きに渡り使用し、他に有名な海外のアーティストとしては、A-haのマグネ・フルホルメン、ハワード・ジョーンズ、トーマス・ドルビー、ヤン・ハマー、トーマス・アンダース、デビー・ギブソンなどの多数のキーボーディストによって使用されていた。3.7kgと軽量モデルのため女性奏者の使用も多く、COSMOSの松居（土居）慶子、桃井はるこも使用している。
KX76
1985年12月1日発売。76鍵のマスターキーボード。イニシャル／アフタータッチ付。上下2オクターブの移調が可能。32音色×2チャンネルの音色選択キー、19個のコントローラー、パネル設定を16種まで記憶可能。シンセサイザー、トーンジェネレーター、リズムマシーン、シーケンサーまで、MIDIのすべてを縦横無尽にコントロールが可能。外観は一般的なシンセサイザーだが音源は内蔵されず、TX816などの外部音源と接続して演奏するキーボードである。日本では向谷実（元カシオペア）が1986年からヤマハEX5を使用する1998年頃まで使用し、和泉宏隆（元T-SQUARE）も使用。1986年のTM NETWORKのコンサートでは小室哲哉がKX76をメインキーボードとして使用していた。海外では、イエス在籍時のトニー・ケイ、TOTOのデヴィッド・ペイチやスティーヴ・ポーカロ、チック・コリアなどの多数のキーボーディストによって使用されていた。
KX88
1985年1月1日発売。88鍵ピアノタッチ鍵盤のマスターキーボード。KXシリーズの最高機種。イニシャル／アフタータッチ付。上下2オクターブの移調が可能。32音色×2チャンネルの音色選択キー、19個のコントローラー、パネル設定を16種まで記憶可能。シンセサイザー、トーンジェネレーター、リズムマシーン、シーケンサーまで、MIDIのすべてを縦横無尽にコントロールが可能。鍵盤の数とピアノタッチ鍵盤以外はKX76と同様で外観は一般的なシンセサイザーだが音源は内蔵されず、TX816などの外部音源と接続して演奏するキーボードである。向谷実（元カシオペア）は発売当初から長きに渡り（1985年から2001年頃まで）メインのキーボードとして使用し、小田和正もオフコース時代からソロ活動の初期（1990年代中頃）まで使用していた。TM NETWORKのCAROLのコンサートでも小室哲哉が使用。他にも海外ではスティービー・ワンダー、レイ・チャールズ、TOTOのデヴィッド・ペイチやスティーヴ・ポーカロ、シカゴのロバート・ラムやビル・チャンプリン、リトル・フィートのビル・ペイン、チック・コリア、マイク・リンダップ（Level42）、ラッセル・フェランテ（イエロージャケッツ）、A-haのマグネ・フルホルメン、ハワード・ジョーンズ、など多数のキーボーディストによって使用されていた。

### USBキーボードスタジオ シリーズ
KX25/KX49/KX61 （25鍵/49鍵/61鍵）
2008年2月1日発売。MIDI接続以外にUSBバス接続にも対応している（USBバスパワー対応のため、USB接続の際に電源アダプターが不要である）。Cubase AI4、Cubase AI5が添付されており、様々なDAWソフト上のVSTi音源も使用可能である。
KX8
2008年8月1日発売（日本国内）。88鍵・GHS（グレードハンマースタンダード）鍵盤。鍵盤以外では上記のKXシリーズと基本機能は同じである。

## 試作モデル
KX3
1989年試作。KX5の後継モデルとして企画され試作段階まで進んだが、発売されなかった。デザインはKX5より同社のヤマハ・ショルキーシリーズを髣髴とさせるが、鍵盤の手前側に音色切替えボタンを配置するなど演奏者の立場に立った仕様変更がされている。

## 特注モデル

### Tetsuya's Mind Control
上記KX5をベースとして小室哲哉用に開発された。正式名称は不明ながらTetsuya's Mind Controlと通称されるモデルである。このモデルは上記KX5の項目で触れられているような塗色変更や鍵盤色変更のみに留まるカスタマイズモデルとは異なり、ライブパフォーマンスで利用する上での様々な仕様変更や設計変更などが行われており、カスタマイズモデルというよりも再設計モデルと呼んだ方が正しいともいえるものである。
また、クラムボンの「super☆star」のPVで、このモデルが使用されている。
Tetsuya's Mind Controlは今までに計3モデルが小室のために製作されたが、それぞれ細部が異なっている。

#### 初代
小室のソロツアーDigitalian is eating breakfast用に作られた初代Tetsuya's Mind Controlは、KX5からプログラム（音色）バンク選択ボタン、プログラム番号選択ボタン、ポルタメントタイム設定ツマミなどの鍵盤上部に設置されていたボタン類を取り去ってボディを小型化し、その代わりとして握り部分にプログラムUP/DOWNキー（左/右向き三角のボタンとなっていた）を設置、KX5ではリボンセンサーを使用していたピッチベンダーをホイールに変更、オクターブUP/DOWNボタンとオクターブ表示LEDを設置しているなど、各種のコントローラを握り部分に集中させ、左手一本でコントロール可能なように設計し直したものである。
その他にも「ボリューム表示用赤色LEDを追加してボリュームが一目で分かるようにする」「ボタン類周囲、ボリューム、ピッチベンダーなどのホイール類のセンターにある表示ラインがバックライトで照らし出されるようになっている」「プログラム番号1桁の数字が赤色LEDで表示されるようになっている」など暗いステージ上での使用を考慮した各種の配慮がされている。
重量はKX5の3.7kgから小型化などにより3kg未満と軽量化されているが、筐体は鉄板を成型したものである。ステージ上のパフォーマンスでの動きを考慮して、筐体裏側にはクッションが貼りつけられている。
色はチャコールグレー、筐体前面に"Tetsuya's Mind Control"の文字と、同"Digitalian～"ツアー時に小室が使用していたマークが印字されている。鍵盤色は通常の黒鍵/白鍵のものと、白鍵が本体とほぼ同色のチャコールグレーのものの2つが存在することが各種の写真、映像などから明らかになっているが、これらが同一の本体の鍵盤を途中から交換したものか、それぞれ別の本体があるのかは定かではない。

#### 2代目
2代目のTetsuya's Mind ControlはTMNのツアーEXPOから使用された。初代とコントロール部分は同じであると思われるが小室の軽量化を望むリクエストに応え、筐体の素材をバルサ材にアクリル塗装したものに変更し、更なる軽量化を図ったものとなっている。これにより重量は2kgを切る程度まで軽量化された。色はピアノブラックに非常に近い艶ありの黒。"Tetsuya's Mind Control"の文字はなくなった。白鍵はチャコールグレー。
2022年の9月3日と9月4日に行われたTMNのツアー「FANKS intelligence Days」のDay8とDay9のI amで修復された2代目を使用し演奏した。

#### 3代目
3代目のTetsuya's Mind Controlは1995年頃より使用され始めた。2代目の本体色が赤になり、ネック部のコントローラーの増加により若干長くなったもので、鍵盤色は通常の黒鍵/白鍵である。その他の仕様はこれまでのものとほぼ同じだと思われるが、詳細は不明。
globeなど、TKプロデュース時代に入ってからの小室が使用していた。なお、この当時発売されていたローランド社製のショルダーキーボードAX-1に赤色のラインアップがあったため、当時の小室が同機を使用していたと誤解されることがあるが、AX-1を小室が使用したことはない。